# Fiete Schulze

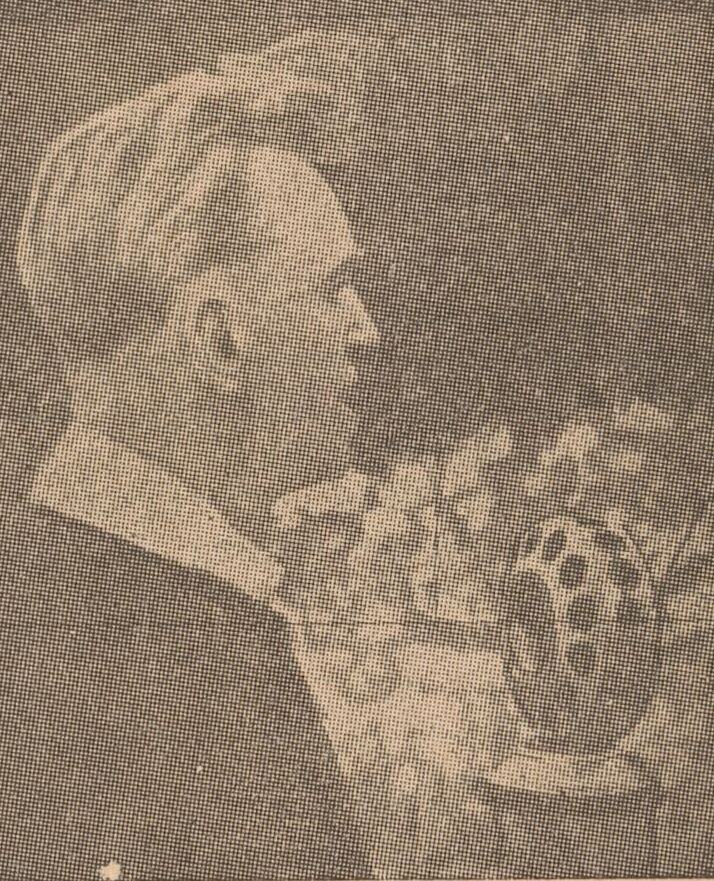
Fiete Schulze

Fritz Karl Franz (Fiete) Schulze (* 22. Oktober 1894 in Schiffbek; † 6. Juni 1935 in Hamburg) war ein deutscher Arbeiter und  Widerstandskämpfer gegen den Nationalsozialismus.

## Leben
Fiete Schulze arbeitete auf verschiedenen Hamburger Werften und trat 1913 der SPD bei. 1914, nach Beginn des Ersten Weltkrieges, heiratete er Johanna Schröder. Von seinen drei Kindern überlebte nur seine 1915 geborene Tochter Wilma, die beiden vier und zwei Jahre jüngeren Söhne erlagen Ende 1919 und Anfang 1920 einer Diphtherie. 1915 wurde Schulze zum Dienst in der Infanterie eingezogen. Er verbrachte einen Großteil seiner Armeezeit nicht an der Front, sondern auf einer Kieler Werft, als Verwundeter im Lazarett oder in einer Fliegerausbildung. Nach dem Ersten Weltkrieg und der Novemberrevolution schloss er sich der USPD an, deren Mehrheit sich 1920 mit der KPD vereinigte. Als Kampfgefährte Ernst Thälmanns leitete Schulze im Oktober 1923 die Schiffbeker Aktivitäten im Hamburger Aufstand, der über 100 Menschenleben kostete. Nach dem Scheitern des Aufstandes flüchtete er aus Deutschland. 1926 ging er in die Sowjetunion.
Nach dem Altonaer Blutsonntag (17. Juli 1932) kehrte Schulze nach Hamburg zurück, um Widerstand zu leisten. Am 16. April 1933 wurde er festgenommen und nach langer Einzelhaft und Folter im März 1935 dreimal zum Tode und zu 280 Jahren Zuchthaus verurteilt. Bruno Meyer, ein ehemaliger Hamburger Polizist und zeitweise Stellvertreter des Wachhabenden im Gefängnis, hatte 1934 zusammen mit anderen Antifaschisten versucht, Fiete Schulze zu befreien. Der Plan wurde von einem Spitzel verraten und Meyer wurde selbst inhaftiert. Sein Verteidiger war Erich Wandschneider. Das Todesurteil rief internationalen Protest hervor. Es kam zu Demonstrationen in Paris, Amsterdam, Moskau und anderen europäischen Städten. Es protestierten Albert Einstein, Maxim Gorki, Heinrich Mann und andere internationale Persönlichkeiten. Trotzdem wurde er am 6. Juni 1935 im Hof des Hamburger Untersuchungsgefängnisses mit dem Handbeil enthauptet.

Wilma Giffey 1985 in Hamburg-Horn

Seine Tochter Wilma Giffey und ihr Mann Rudolf Giffey haben sich in den 1960er Jahren als Zeitzeugen an der Aufarbeitung des Hamburger Aufstandes beteiligt. In Hamburg-Billstedt, wozu auch Schiffbek gehört, hatte sich eine Geschichtsgruppe in der Siedlung Sonnenland gebildet. In dem Film von Klaus Wildenhahn und Gisela Tuchtenhagen „Der Hamburger Aufstand Oktober 1923“ von 1971 berichten Wilma und Rudi Giffey über ihre Erinnerungen.

## Politische und juristische Rehabilitation
Bundespräsident Gustav Heinemann (SPD) würdigte in seiner Rede zum 20. Juli 1969 den Hamburger Arbeiterführer als einen der Widerstandskämpfer, die von 1933 bis 1945 „das Opfer des Lebens für Recht und Menschenwürde brachten“. Heinemann zitierte dabei auch aus dem Abschiedsbrief, den Schulze vor seiner Hinrichtung an seine Schwester geschrieben hatte:

„Du haderst mit den Verhältnissen, die Dir den Bruder nehmen. Warum willst Du nicht verstehen, dass ich dafür sterbe, dass viele nicht mehr eines frühen und gewaltsamen Todes zu sterben brauchen? Noch ist es nicht so, doch hilft mein Leben und Sterben es bessern.“

Erst 46 Jahre später, im Jahre 1981, wurde das Todesurteil gegen Fiete Schulze auf Initiative der Vereinigung der Verfolgten des Nazi-Regimes (VVN) durch die Staatsanwaltschaft beim Hanseatischen Oberlandesgericht aufgehoben. Bereits 1970 hatte Schulze auf dem Hamburger Friedhof Ohlsdorf im Ehrenhain Hamburgischer Widerstandskämpfer seine letzte Ruhestätte gefunden (dritte Reihe von links, elfter Stein).

## Ehrungen
Seit August 2006 erinnert ein Stolperstein in Hamburg an Fiete Schulze vor dessen letzter Wohnadresse Schiffbeker Weg 9 (Hinterhaus) in Hamburg-Billstedt.
 Das Haus, welches bis 1993 den Sitz des Bezirksvorstandes der Hamburger DKP am Zeughausmarkt im Stadtteil Neustadt beherbergte, trug den Namen Fiete-Schulze-Zentrum.
In der Hansestadt Rostock steht ein Gedenkstein für Fiete Schulze auf dem Gelände der ehemaligen Kaserne des Stabes der Grenzbrigade Küste, heute Campus der Universität Rostock.
In der DDR waren viele Straßen (heute noch: Halle/Saale und Fürstenwalde), mehrere Schulen (POS in Berlin/Prenzlauer Berg, Fürstenwalde und Leipzig), ein Motorschiff, die 6. Grenzbrigade Küste der Grenztruppen sowie das Schifferkinderheim in Eisenhüttenstadt nach Fiete Schulze benannt.

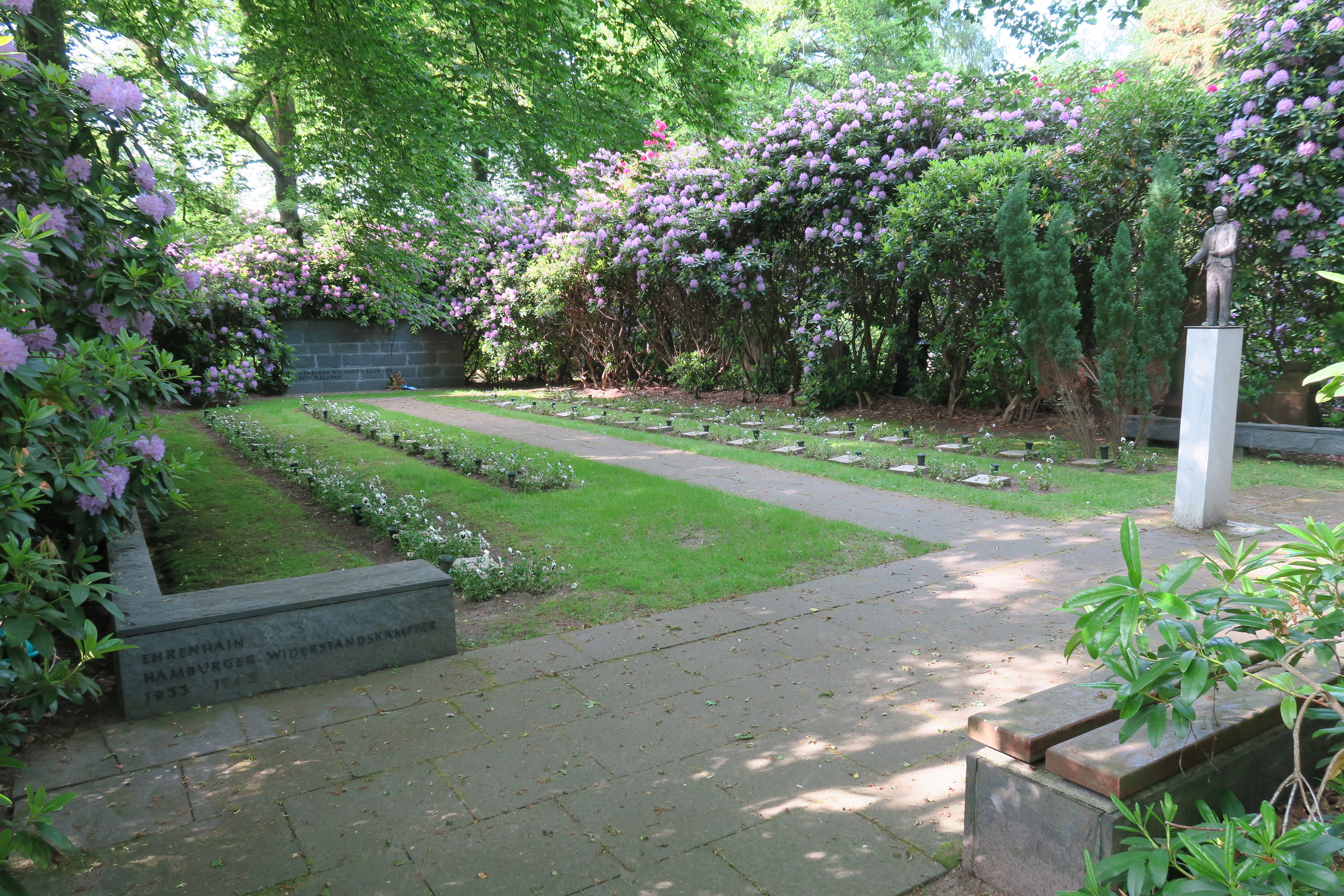
Ehrenhain auf dem Friedhof Ohlsdorf
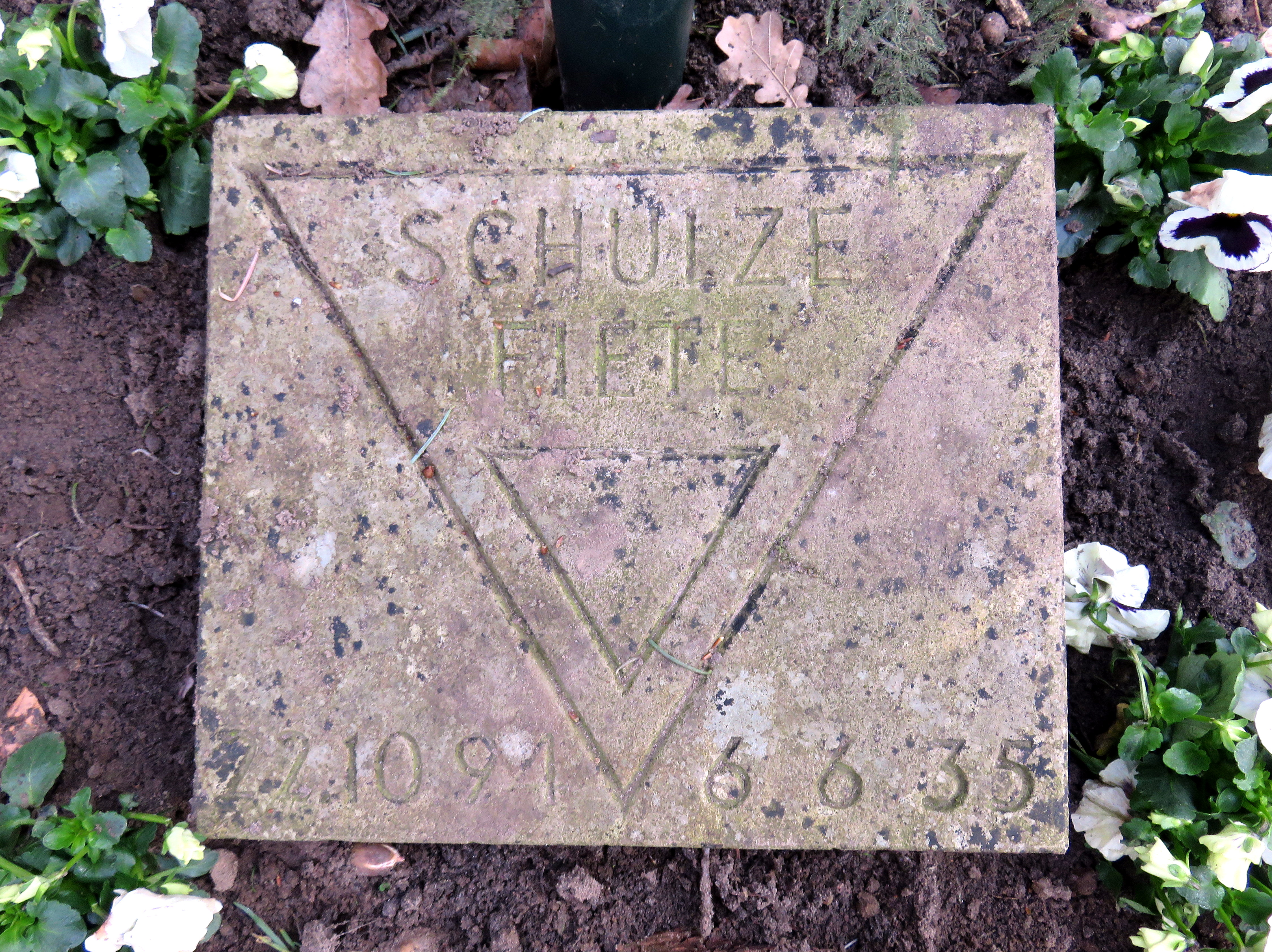
Kissenstein Ehrenhain
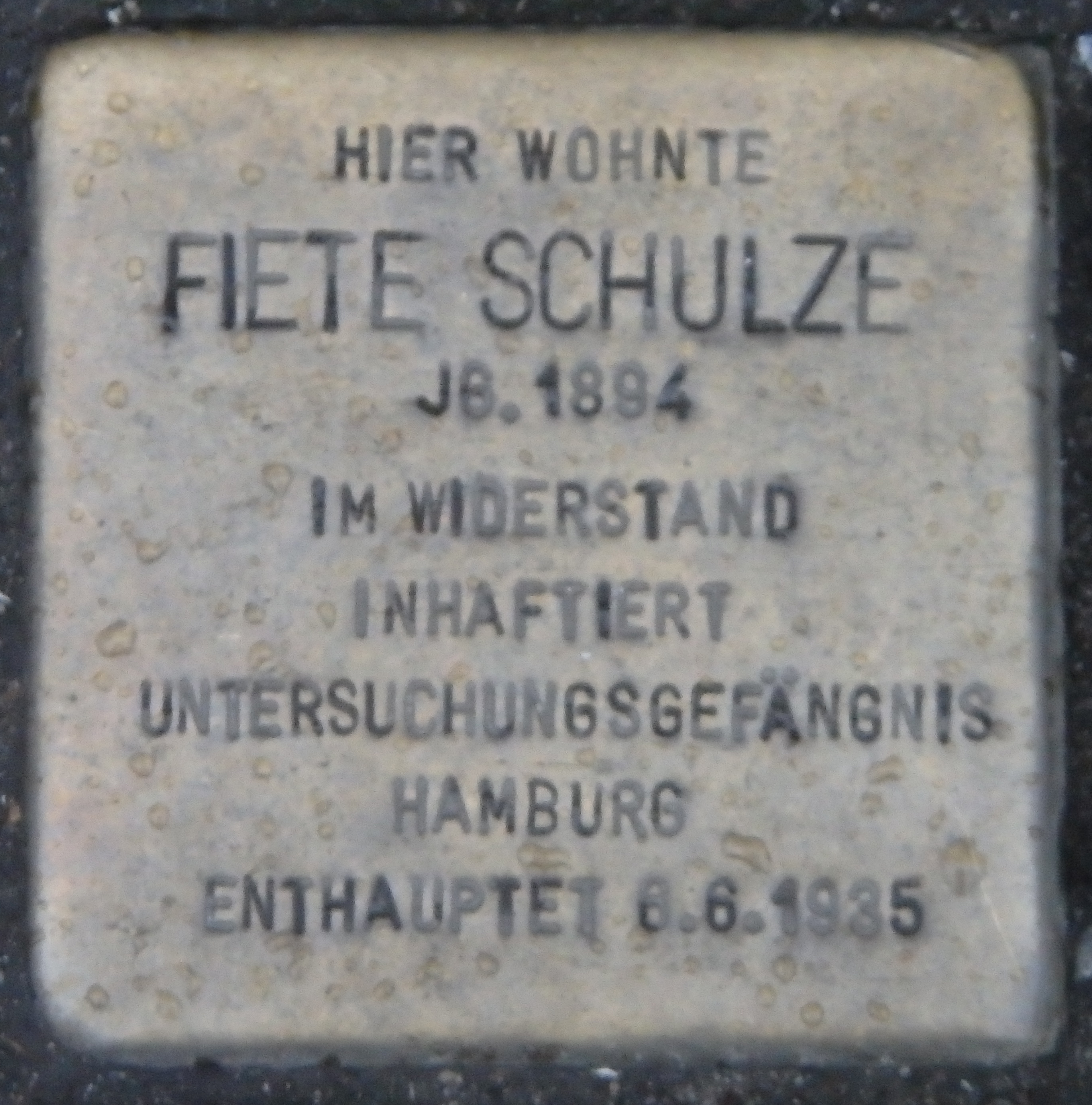
Stolperstein Billstedt
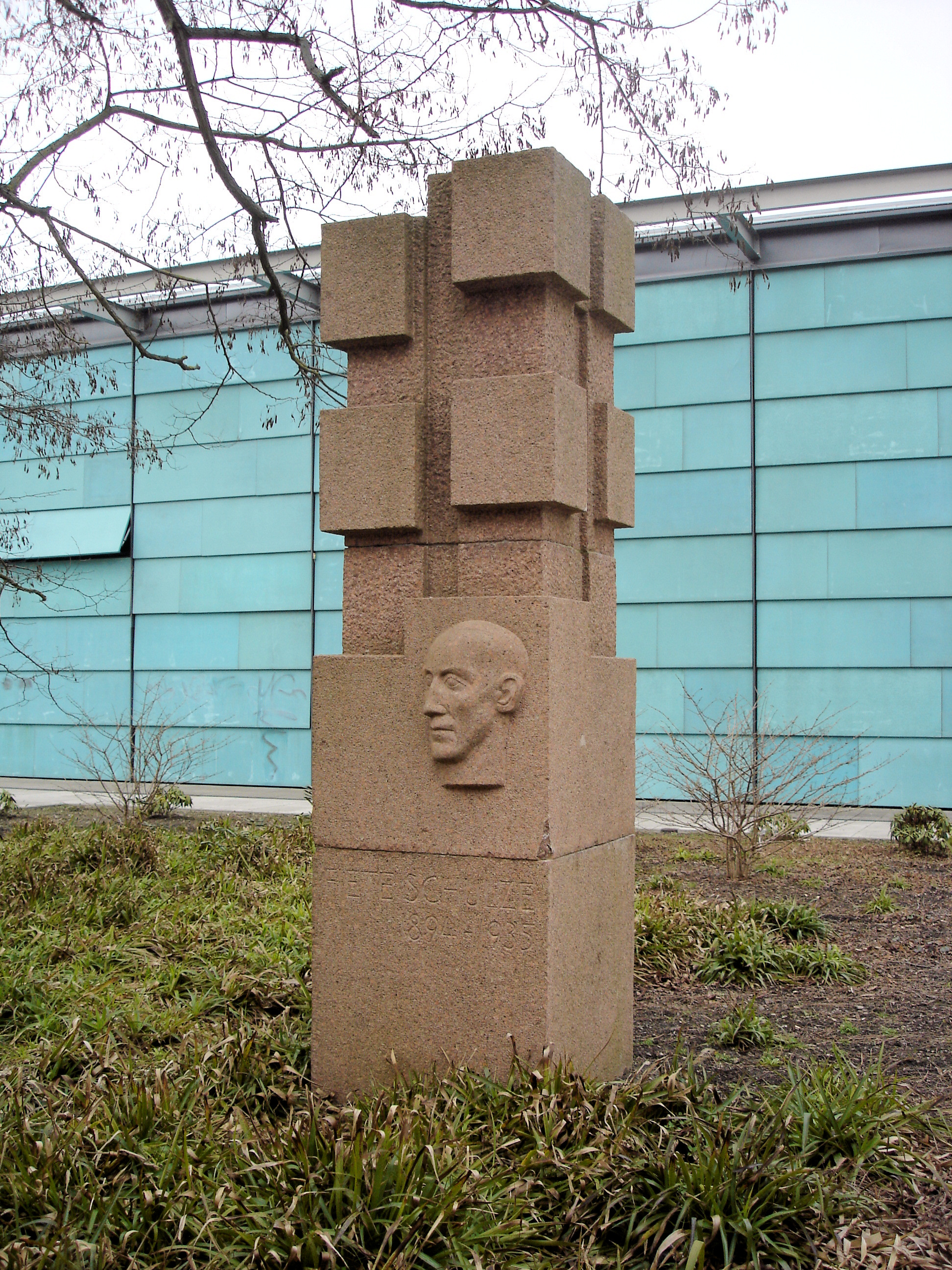
Gedenkstein in Rostock
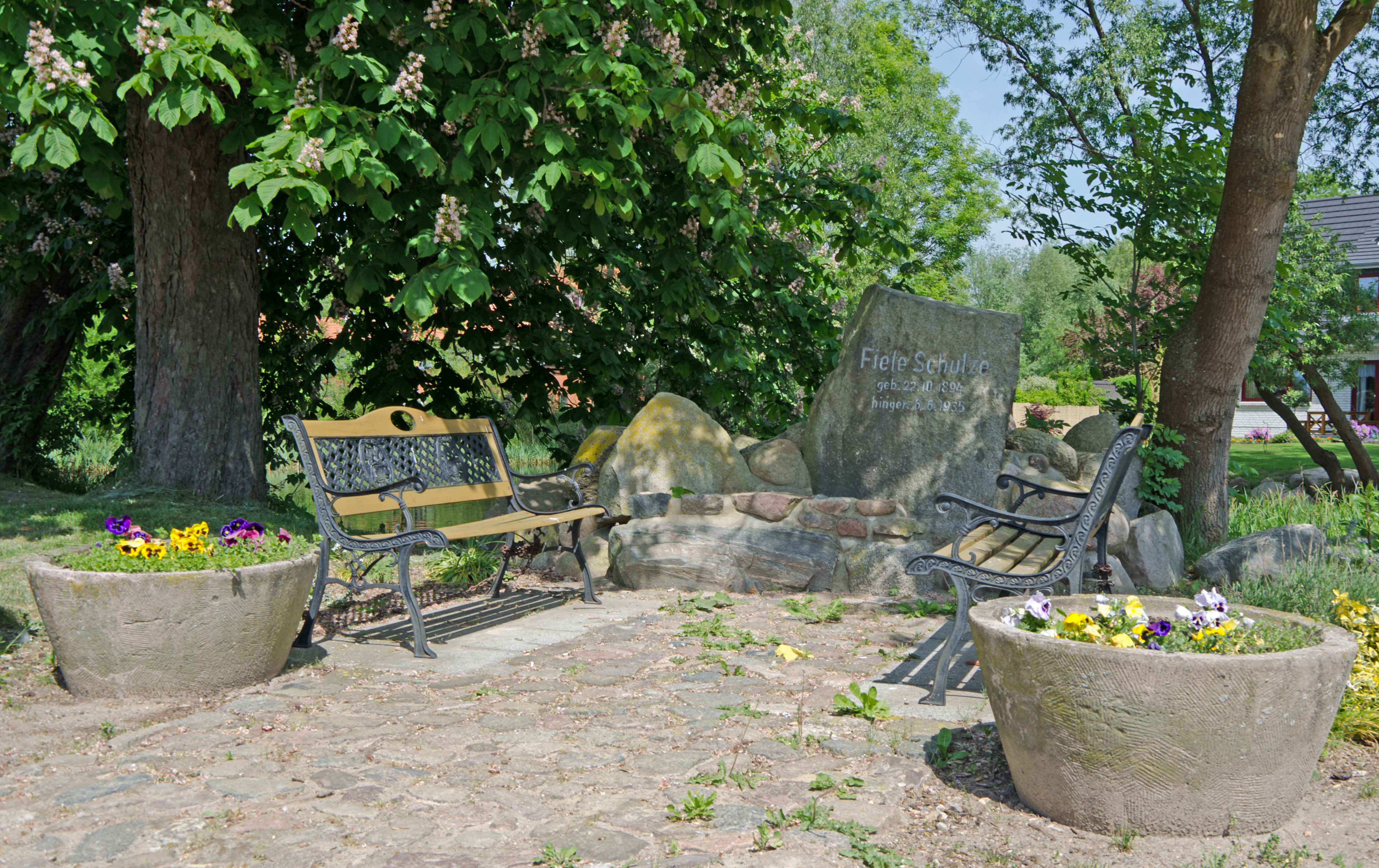
Gedenkstein in Sildemow